# 榛名山
榛名山（はるなさん）は、関東地方の北部の群馬県にある上毛三山の一つであり、古来山岳信仰を受けてきた山である。山の南西麓に榛名神社が祀られている。

## 概要

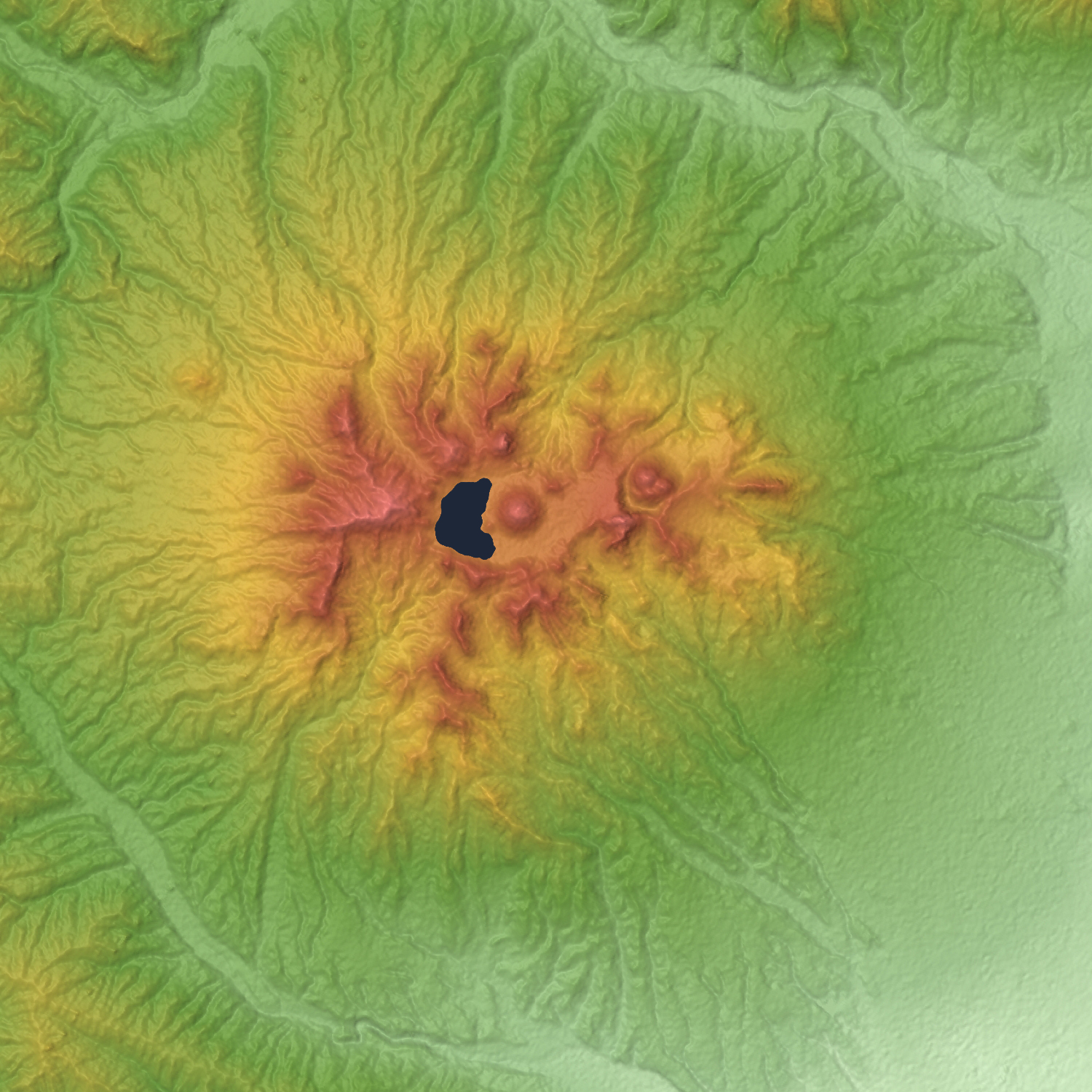
榛名火山の火山体地形図

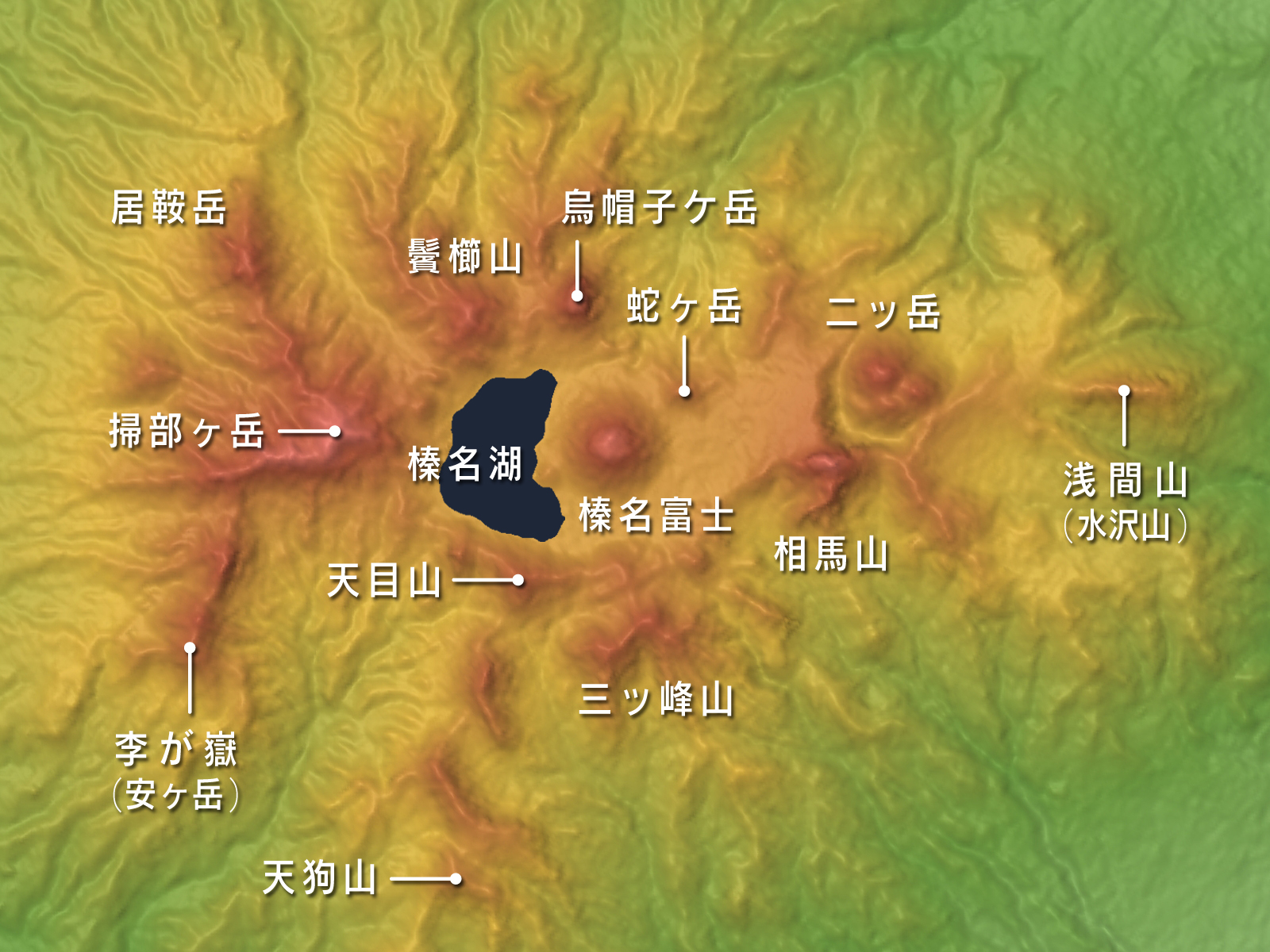
山頂部地形図と解説 >無印画像

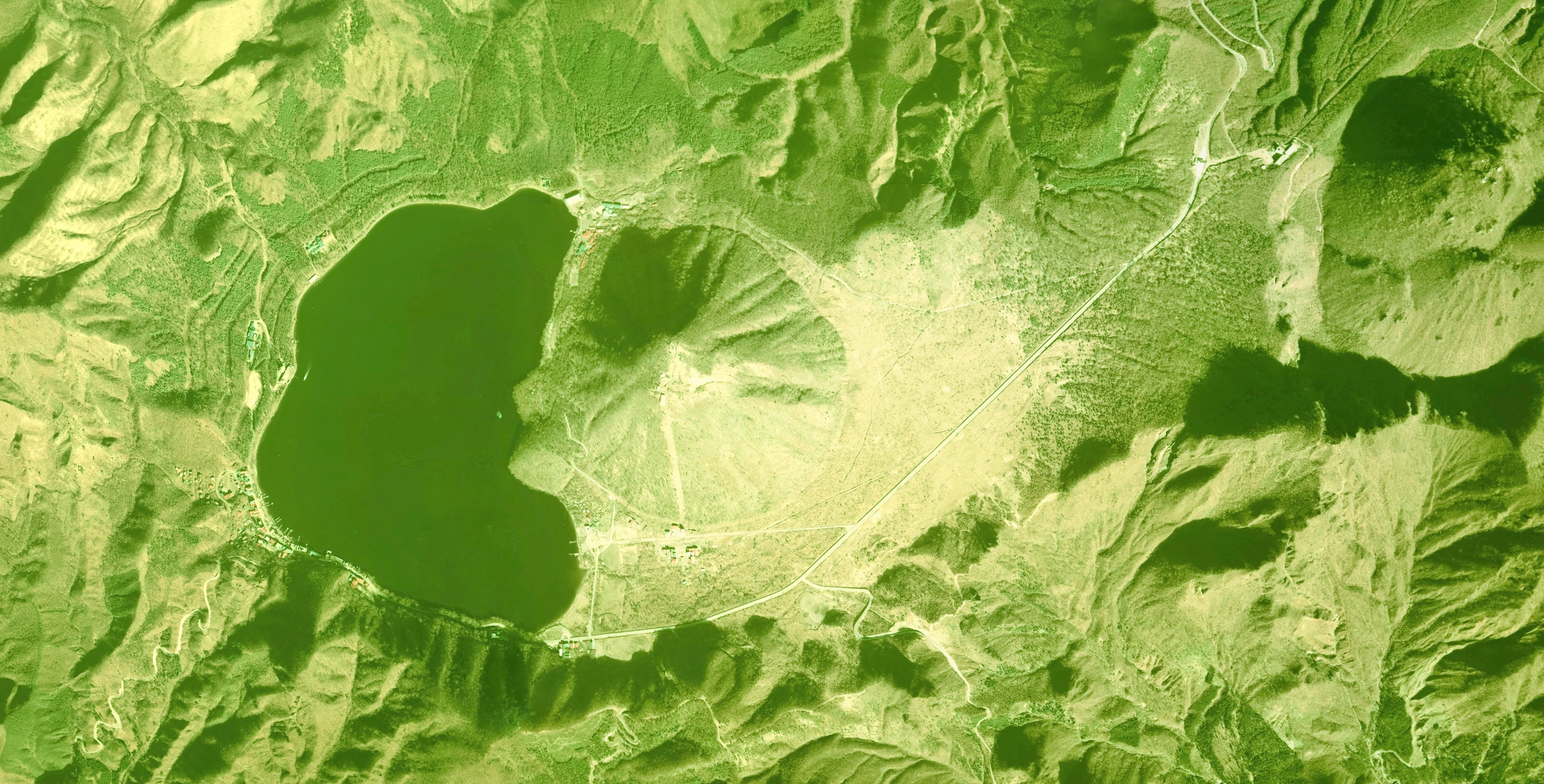
榛名山カルデラ付近の空中写真

山頂にはカルデラ湖である榛名湖と中央火口丘の榛名富士溶岩ドーム（標高1,390.3 m）があり、
495年頃（早川2009）と約30年後に大きな噴火をしたと見られている。中央のカルデラと榛名富士を最高峰の掃部ヶ岳（かもんがたけ　標高1,449 m）、天目山 (1,303 m) 、尖った峰の相馬山 (1,411 m) 、二ッ岳 (1,344 m) 、典型的な溶岩円頂丘の烏帽子岳 (1,363 m) 、鬢櫛山 (1,350 m) などが囲み、更に外側にも水沢山（浅間山 1,194 m）、鷹ノ巣山 (956 m) 、三ッ峰山 (1,315 m) 、杏が岳 (1,292 m) 、古賀良山 (982 m) 、五万石 (1,060 m) など数多くの側火山があり、非常に多くの峰をもつ複雑な山容を見せている。

## 噴火史

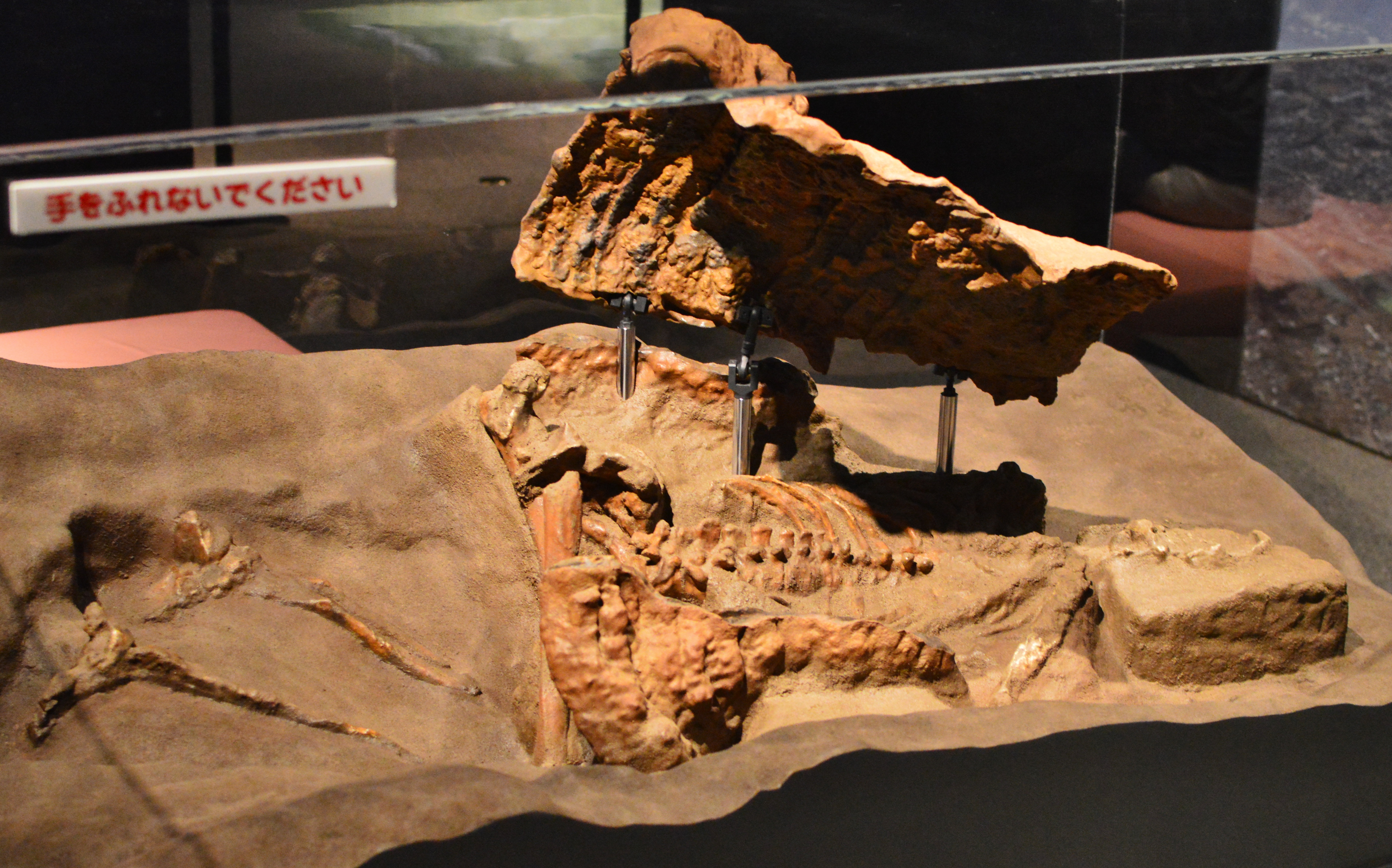
金井東裏遺跡出土の甲を着た古墳人（複製）。群馬県立歴史博物館展示。

1. 古期榛名火山：約50万年前頃から開始し、約24万年前頃まで。約20万年間の活動休止期を経て、約5万年前から新期榛名火山の活動に移行。
2. 新期榛名火山：約5万年前の八崎降下軽石・白川火砕流の噴出で開始し、榛名カルデラを形成。その後、榛名富士、蛇ヶ岳、相馬山、水沢山、二ッ岳など少なくとも5個の安山岩溶岩ドームを形成したが、いくつかが山体崩壊し榛名山東側及び南側山麓に扇状地状地形を形成。

- 5世紀に活動を再開し、マグマ水蒸気噴火を起こす。（二ッ岳有馬火山灰噴火）
- 489年 二ッ岳渋川噴火で大規模なマグマ水蒸気噴火と泥流。マグマ噴出量は0.32 DREkm3。火山爆発指数:VEI4
- 525年から550年 大規模マグマ噴火、マグマ水蒸気噴火、マグマ噴火泥流。マグマ噴出量は0.74 DREkm3。火山爆発指数:VEI5

有史以降の記録は残っていないが、古墳時代後期にあたる6世紀代には二ツ岳で大規模噴火が度々発生しており、北東山麓では6世紀初頭の「榛名山二ツ岳渋川火山灰（Hr-FA）」と、6世紀中頃の「榛名山二ツ岳伊香保軽石（Hr-FP）」の降下による分厚い堆積層が形成されている。渋川市黒井峯遺跡や中筋遺跡、高崎市三ツ寺遺跡など、火山灰や火砕流で被災した古墳時代後期の遺跡は多く発見されており、当時の群馬県域（上毛野地域）に甚大な被害があったことが解っている。渋川市の金井東裏遺跡（国道353号建設工事に伴う調査）では、6世紀初頭のHr-FA火砕流に巻き込まれた小札甲を着装した成人男性人骨1体（甲を着た古墳人）と、その家族と思われる成人女性人骨1体と幼児人骨1体、乳児頭骨1点が発掘されており、人的被害が出ていたことが裏付けられている。当時の北関東は大和とは別の毛野地域で、南海トラフ巨大地震の白鳳地震とは違って記紀には記載はない。

## 伝承
榛名山に関係する伝承では、巨人ダイダラボッチが、富士山、浅間山、榛名山を競争で作り、あと一息というところで富士山のだいだらぼっちが勝ったという民話、榛名神社が諏訪神社から井戸を通して食器を借りたという民話、弘法大師（空海）が杖を刺して井戸を掘ったという民話などが残っており、山岳信仰が盛んだったことをうかがわせる。また榛名神社は綏靖天皇の時代に饒速日命の御子、可美真手命父子が山中に神籬を立て天神地祇を祀ったのが始まりといわれている。

## 観光
榛名山周辺には伊香保温泉をはじめ各種の温泉が出ている。中腹の展望台からの眺めがとても良く、渋川市を一望できる。信仰としては、有名なところだけでも榛名神社、水沢観音といった寺社が山中にある。
伊香保温泉から榛名山へは群馬県道33号渋川松井田線の一本道になっている。県立榛名公園の沼ノ原地区一帯、黒髪山神社の鳥居周辺や榛名湖畔の沿道では、毎年5月下旬から6月下旬にかけて、ヤマツツジやレンゲツツジが満開になる。

## 参考画像

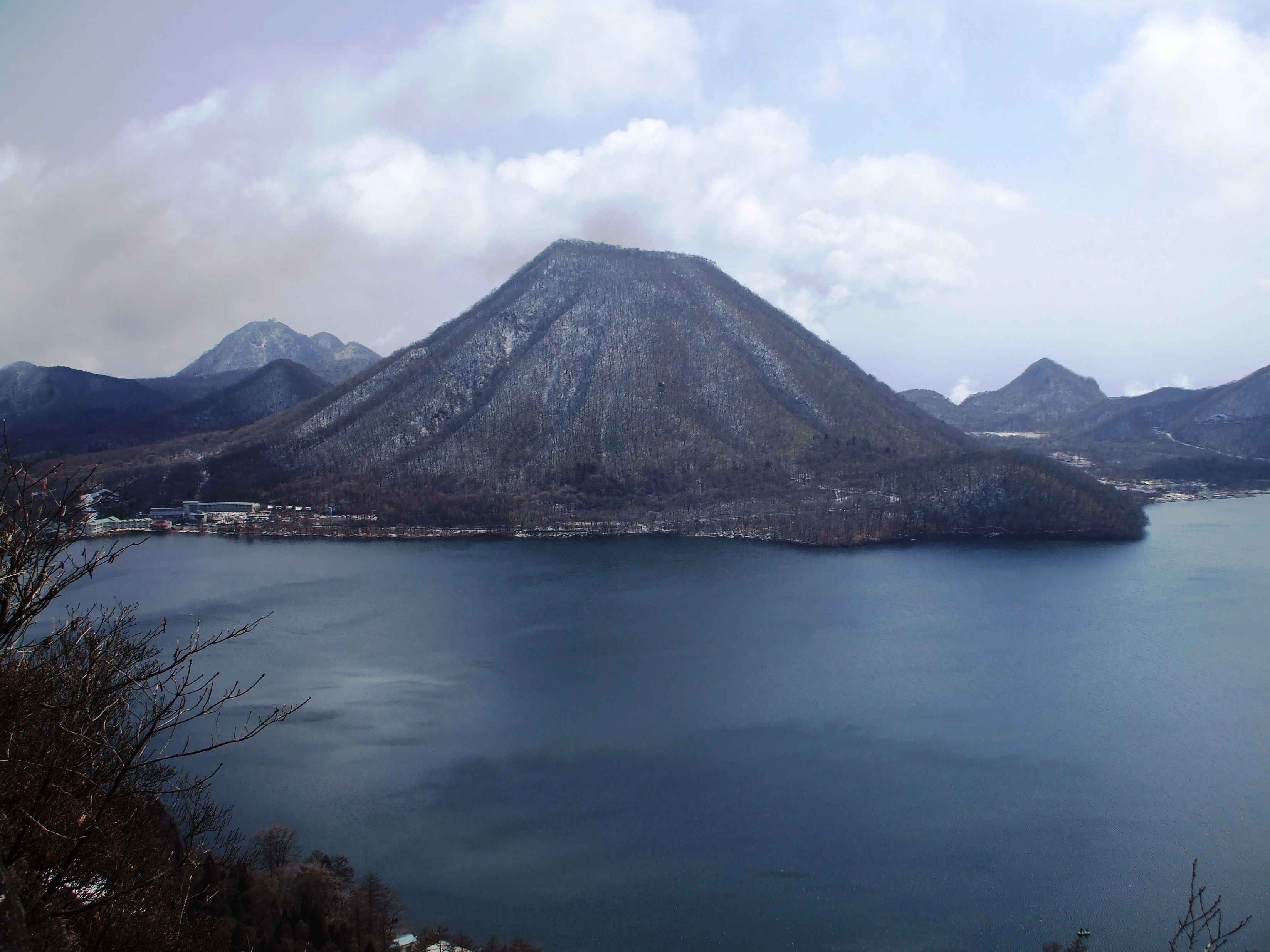
榛名湖と榛名富士
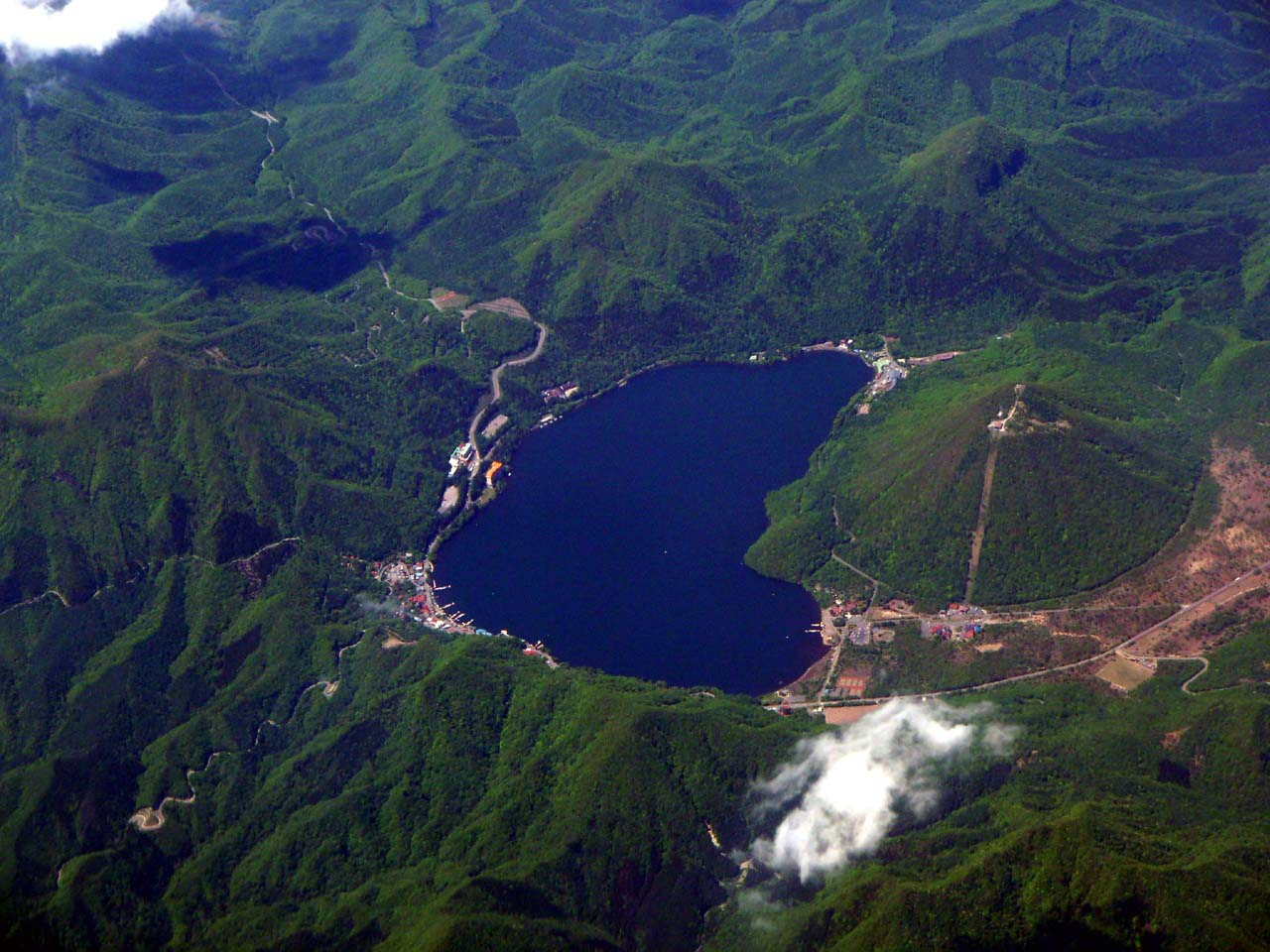
山頂カルデラ
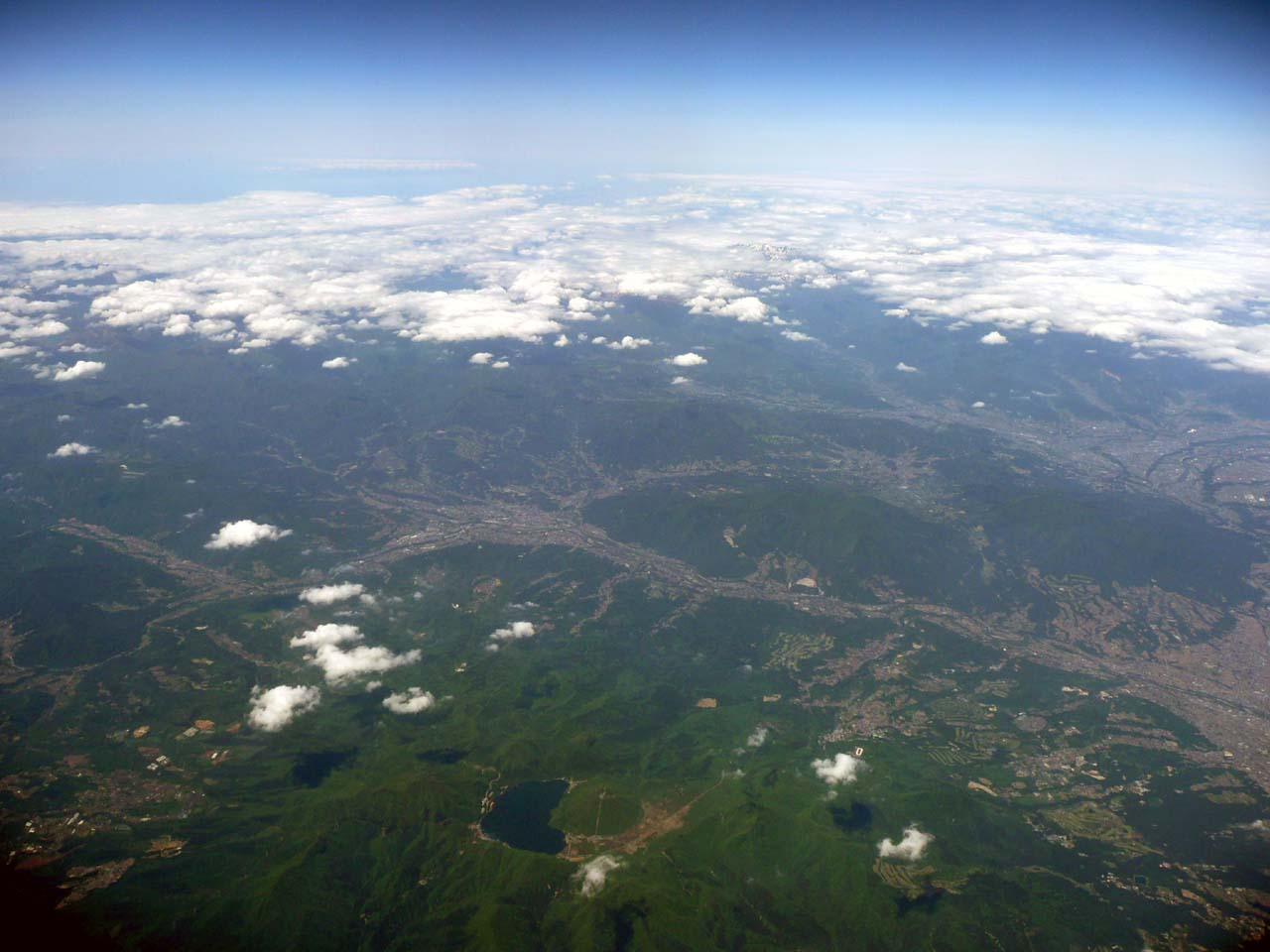
榛名山航空写真
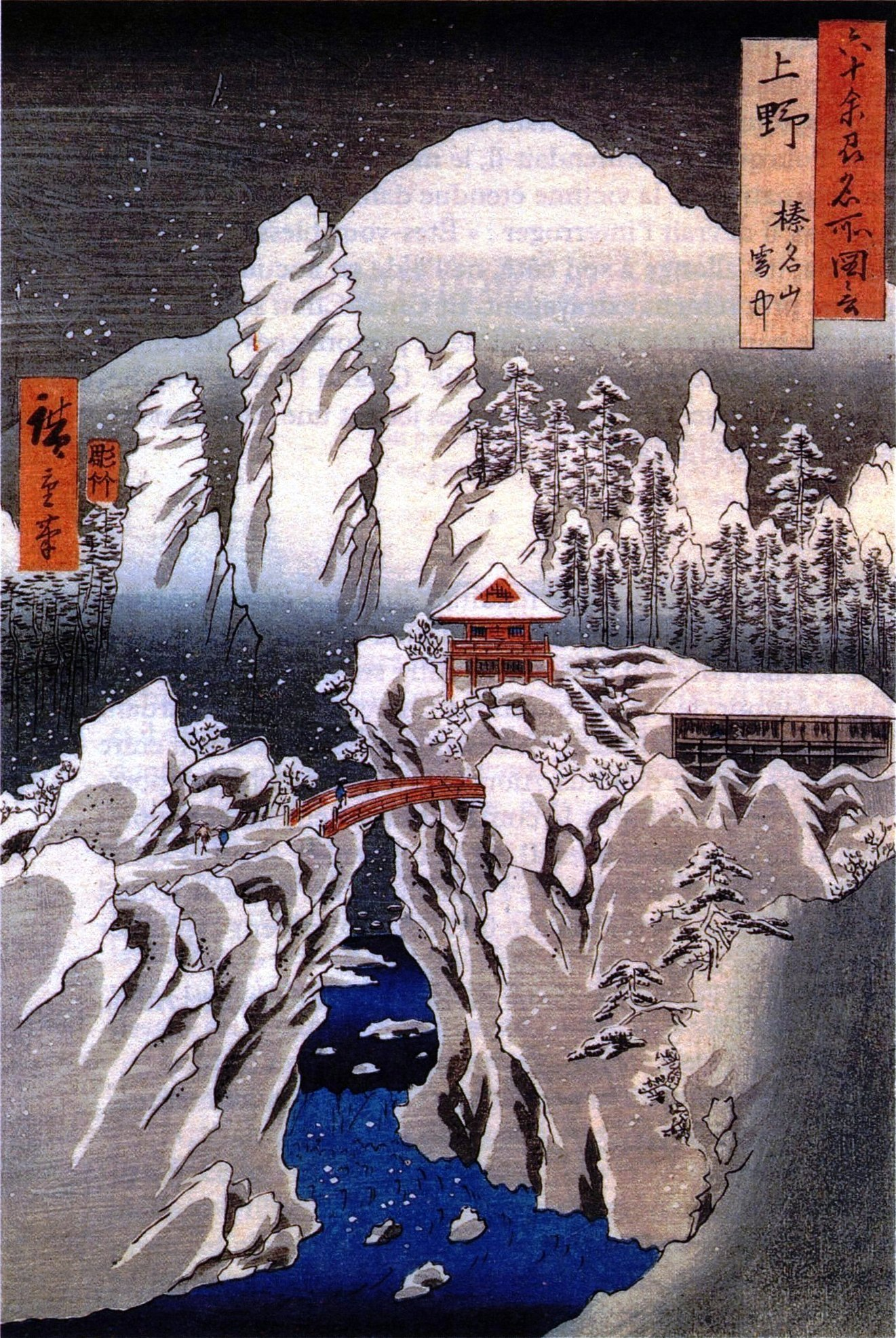
歌川広重の描いた雪の榛名山
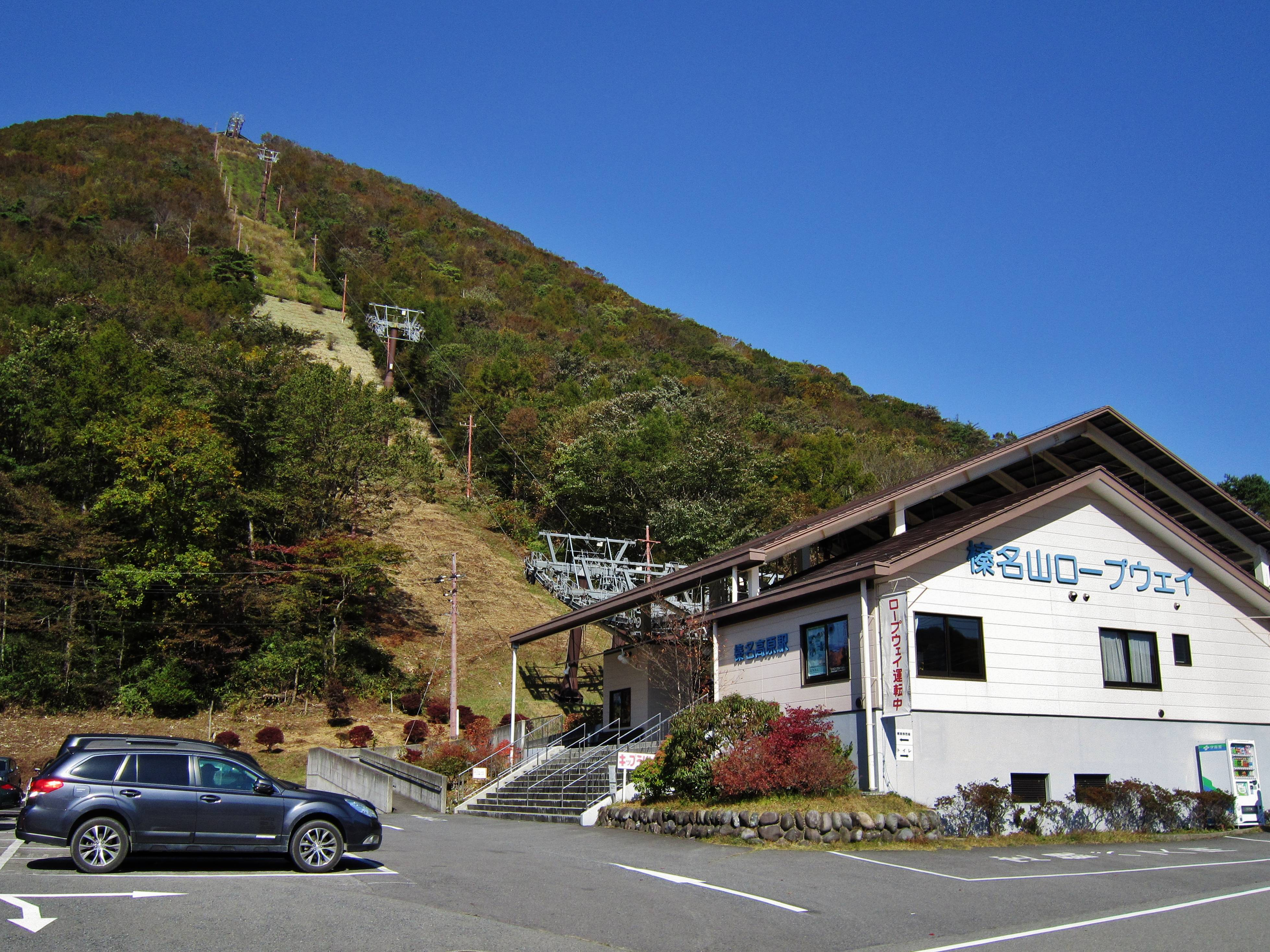
榛名山ロープウェイ

## 榛名山に因む名称
- 榛名 (戦艦) - 旧日本海軍の金剛型戦艦の三番艦
- DDH141 はるな（はるな型護衛艦） - 海上自衛隊のヘリコプター搭載護衛艦 (DDH) の一番艦（ネームシップ）
- 鉄道 - 現在「特急あかぎ」（赤城山に因む）が運行されている高崎線・両毛線系統（上野駅～前橋駅間など）の優等列車の列車愛称にも、一時「はるな」が使用されていた事があった（詳細は「あかぎ」を参照）。
- 力士 - 沼田市出身の力士に榛名富士新司（大鵬部屋）がいる。
- その他 - 群馬県内の小学校では、運動会のときの組分けを、上毛三山の名前を用いて、「赤城団」「榛名団」「妙義団」の3組とし、対抗させる例が多数存在する（地域によって異なり、また人数が多いときは「浅間団」「白根団」を加え、人数が少ない時は紅組、白組で分ける場合もある）。

## 関連作品
- 『はぐれ刑事純情派』
- 『雪の峠・剣の舞』（岩明均）
- 上毛かるた「の」の札が、「登る榛名の　キャンプ村」。

### 自動車（レース）に関連するもの
- 『頭文字D』（しげの秀一） - 主人公の藤原拓海のホームコースとして、榛名山をモチーフとした「秋名山」という地名が登場する[6][注釈 1]。
- 『彼女のカレラ My Favorite Carrera』（麻宮騎亜）
- 街道バトルシリーズ（『街道バトル 〜日光・榛名・六甲・箱根〜 』･『街道バトル2 CHAIN REACTION 』･『KAIDO-峠の伝説-』） - 走行コースは頭文字Dの秋名にほぼ同じ。劇中のサーキットとして登場する。
- 『バトルギア』・『サイドバイサイド』シリーズ（タイトー）